# Масакр у месту Бухине Куће
Масакр у месту Бухине Куће представља ратни злочин и масовно убиство становника српске и хрватске националности у месту Бухине Куће, недалеко од Витеза, у централној Босни и Херцеговини. Злочин су починили припадници муслиманских формација 9. јануара 1994. године. У нападу је убијено укунпно 36 мештана српске и хрватске националности, међу којима 25 цивила и 11 заробљених војника.

## Позадина
Бухине Куће представљају предграђе већинског места Шантићи у општини Витез а према попису из 1991. године у овом месту је живело 1008 становника, од чега 782 Хрвата, 193 муслимана и 33 Срба и припадника осталих националности. Муслимани су током априла 1992. године започели етничко чишћење српског становништва са подручја општине Витез а прва жртва је био Србин Стојан Јелић којег су средином тог месеца убили муслимански војници из Преочића. Више стотина Срба из Витеза и околних села избегло је и пронашло пребивалиште у хрватским селима, између осталог и у Шантићима.

## Масакр у Бухиним Кућама
Дана 9. јануара 1994. у раним јутарњим сатима, под окриљем мрака и магле, припадници елитних формација Армије БиХ и МУП-а, пробили су линије обране и упале у Бухине Куће приградско насеље Витеза и међу цивилима направили прави покољ. Убијено је и масакрирано 36 војника и цивила, а међу њима је било и жена, стараца и деце, а десетине породичних кућа и друштвених објеката је запаљено.
Овим упадом пресечена је прометница Витез – Бусовача, а крајњи циљ муслиманске војске био је спојити се са својим постројбама у Врањској, удаљеној од Бухиних Кућа мање од 1 000 метара и тако Лашванску долину пресећи  на два дијела а што би, по проценама војних аналитичара и војних стручњака, био и почетак краја обране Лашванске долине с више од 60 000 у њој више од осам месеци потпуно опкољених и стално нападаних Хрвата од далеко бројнијих муслиманских снага.
За злочин до данас нико није одговарао. , Приступ 09.01.2022.</ref>